# Фонтанетто-По
Фонтанетто-По (італ. Fontanetto Po, п'єм. Fontané) — муніципалітет в Італії, у регіоні П'ємонт, провінція Верчеллі.
Фонтанетто-По розташоване на відстані близько 510 км на північний захід від Рима, 45 км на схід від Турина, 23 км на південний захід від Верчеллі.
Населення — 1207 осіб (2014).
Покровитель — San Bononio.

## Демографія
Населення за роками:

Станом на 1 січня 2023 року в муніципалітеті офіційно проживали 104 іноземці з 11 країн, серед них 70 громадян країн Євросоюзу та 1 громадянин України.

## Сусідні муніципалітети
- Крешентіно
- Габ'яно
- Ліворно-Феррарис
- Мончестіно
- Палаццоло-Верчеллезе
- Трино